# Prostredné Hutianské sedlo
Prostredné Hutianské sedlo (polsky Pośrednia Huciańska Przełęcz, 930 m n. m.) je sedlo v Západních Tatrách na Slovensku. Nachází se mezi kótou 950 m na jihovýchodě a kótou 947 m na severozápadě v nízkém lesnatém hřbetu zvaném Beskyd, který odděluje Dolinu Bôrovej vody na severovýchodě a Hutianskou dolinu na jihozápadě. Z Vyšného Hutianského sedla sem vede prašná cesta. V severovýchodním směru stéká zpod sedla potok (Velká tatranská encyklopedie jej označuje jako Klinikowy Potok), který je zdrojnicí Bôrové vody. Na druhé straně pramení jedna ze zdrojnic Kvačianky, která je v horní části dle polských zdrojů nazývána Hutianka. Název Prostredné Hutianské sedlo zavedli a rozšířili až autoři turistických průvodců. Místní obyvatelé pro označení celého hřbetu včetně sedel používají název Beskyd, který figuruje i na slovenských mapách.